# بلدية إكشجيله
بلدية إكشجيله هي بلدية في لاتفيا، بلغ عدد سكانها 9٬405  نسمة، في 2017، عاصمتها إيكشكيل.

## الموقع
تشترك في الحدود مع:
- بلدية سالاسبيلز
- بلدية كغومس
- بلدية أوغري
- بلدية روباجي
- بلدية كيكافا.

## التقسيمات الإدارية
- إيكشكيل
- Tīnūži Parish [الإنجليزية]‏.